# Oratorio della Santa Croce (Castelfiorentino)
L'oratorio della Santa Croce si trova a Castelfiorentino, provincia di Firenze, diocesi della medesima città, in via Pompeo Neri, già via del Sole.
Originariamente l'oratorio era sito in via Timignano, ma Francesco Pittoreggi decise nel 1821 di demolirlo e trasferirlo nella sede attuale, all'interno del Palazzo della Famiglia Neri.
È un piccolo ambiente a pianta rettangolare con un altare in stucco dorato sopra il quale è una tavola di scuola fiorentina del XVIII secolo raffigurante una Crocifissione, proveniente dall'antico distrutto oratorio.